# Blitzkrieg
Pour les articles homonymes, voir Blitzkrieg (homonymie).
 (avril 2016).
 (avril 2023).
- Si vous ne connaissez pas le sujet, laissez ce bandeau (vous pouvez alors contacter les auteurs).
- Si vous supprimez le contenu mis en cause (vous pouvez préalablement contacter les auteurs),

argumentez précisément cette suppression dans la page de discussion
(un manque de référence n'est pas un argument ; une recherche réelle de référence doit avoir été effectuée, être formellement documentée).

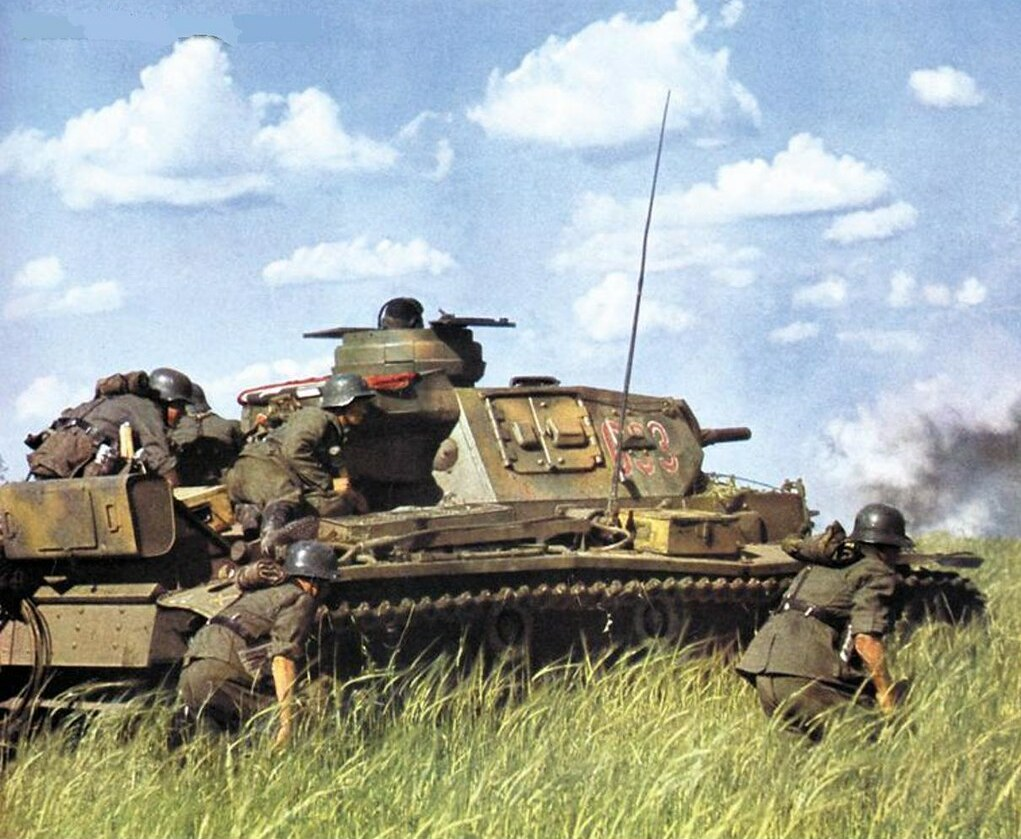
Des soldats allemands lors de l'opération Barbarossa.
Les principes de mobilité et d'effet de surprise, qui caractérisent jusqu'ici les engagements stratégiques de la Wehrmacht sous le terme de Blitzkrieg, semblent encore prévaloir pendant l'été et l'automne 1941. L'armée allemande apparaît encore invaincue ; le cours des choses changera pour elle dès l'hiver durant la bataille de Moscou.

Le Blitzkrieg (/blitskʁig/ ; prononcé en allemand : /ˈblɪtskʁiːk/  litt. « guerre éclair ») est une tactique à visée opérationnelle militaire offensive visant à emporter une victoire décisive par l'engagement localisé et limité dans le temps d'un puissant ensemble de forces motorisées, terrestres et aériennes dans l'optique de frapper en profondeur la capacité militaire, économique ou politique.
À partir des années 1990, des historiens tels que Karl-Heinz Frieser ou Adam Tooze contestent la pertinence du terme et montrent que Blitzkrieg n'a jamais été formalisée telle quelle par les stratèges de la Wehrmacht. Leurs thèses postulent que l'essentiel de la stratégie allemande était le résultat d'une improvisation contrainte par le manque de ressource des pays de l'Axe. Les victoires initiales ont été rendues possibles grâce à de nombreuses innovations mais aussi au niveau tactico-opérationnel et aux erreurs des haut commandements alliés.

## Définitions historiques
Ce terme apparaît pour la première fois en 1935 dans un article de la revue militaire Deutsche Wehr. Les États pauvres en ressources alimentaires et en matières premières doivent « en finir au plus vite avec une guerre en tentant dès le départ d'emporter la décision par un engagement implacable de toute leur puissance offensive ». En outre, le terme est repris dans un article du Time le 25 septembre 1939, qui relate l'invasion de la Pologne par l'Allemagne : « Ce n'est pas une guerre d'occupation, mais une guerre de pénétration rapide et de destruction — le Blitzkrieg, la guerre éclair ».

## Perspective allemande

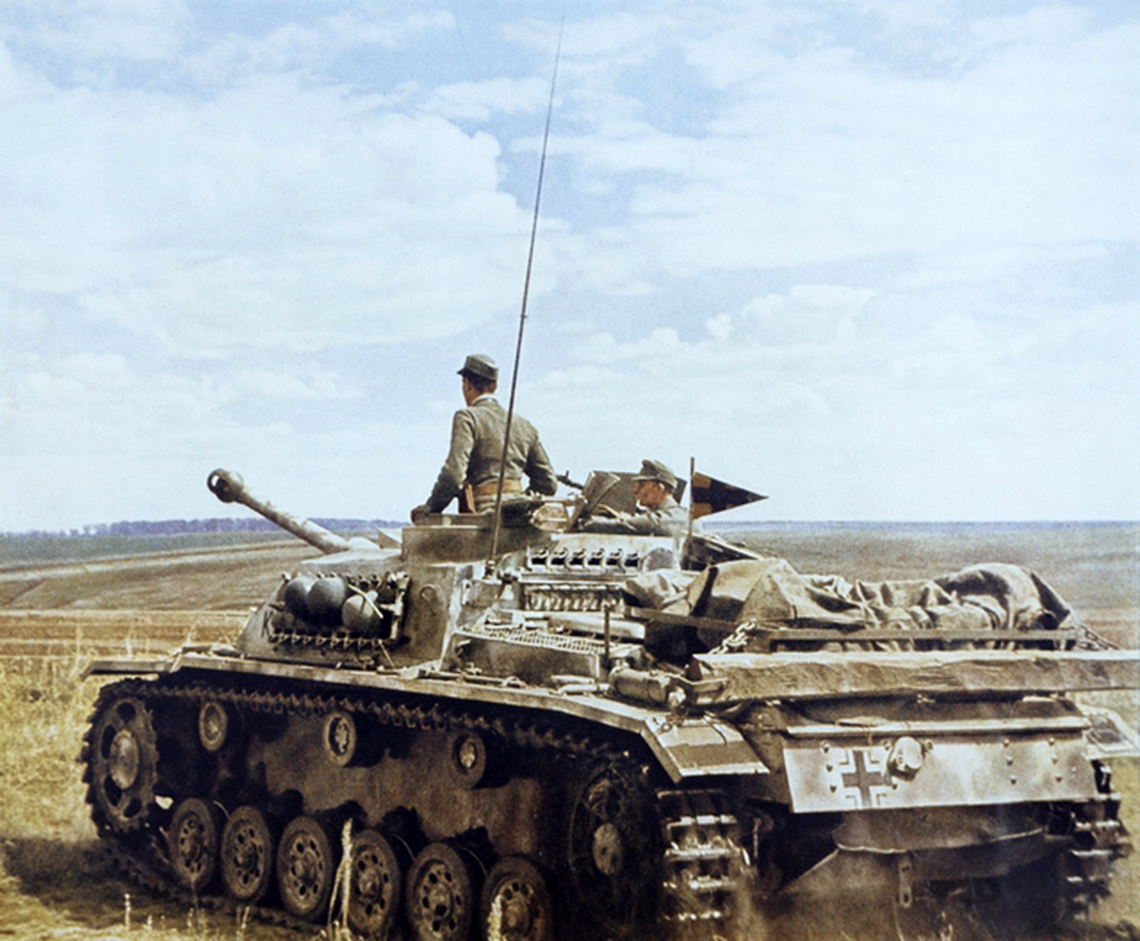
Canon d'assaut Sturmgeschütz III en mouvement sur le front russe.

Pour les Allemands, la phase initiale de la Blitzkrieg est la coupure rapide du système défensif ennemi en un point précis. Cette rupture est obtenue par une concentration de forces (Schwerpunkt), terrestres (blindés, artillerie, troupes d'élite, parachutistes et autres forces spéciales etc.) et aériennes.
Avant même que la rupture soit complètement obtenue, la phase d'exploitation est engagée et consiste à s'enfoncer le plus rapidement et le plus loin possible dans le dispositif ennemi. L'action est menée par des unités blindées et motorisées et peut être complétée par des commandos ou des forces aéroportées sur des points précis (points fortifiés, passage clefs) et, à la demande des troupes au sol, par un appui aérien tactique rapproché d'appui-feu (typiquement par bombardement en piqué puisque dans cette phase, l'artillerie est trop en arrière pour pouvoir fournir un appui efficace).
Ainsi, en pratique, les parachutistes allemands sont utilisés pour prendre les forts belges après la déclaration de guerre. Également, la coordination entre les différents corps d’armée est rendue possible grâce à l’utilisation massive de la radio. En effet, tous les chars et tous les avions allemands en disposent, contrairement aux français et aux soviétiques. Ainsi, sur le plan tactique, les Allemands disposaient d’un avantage important en ce qui concerne la manœuvre.
Les forces terrestres à pied suivent et occupent le terrain conquis. Elles assurent le contrôle des voies d'approvisionnement, la défense contre une éventuelle contre-attaque ennemie et le nettoyage des poches de résistance (ou de fuyards) dépassées par la force blindée. La force blindée elle-même avance le plus loin possible et contourne les obstacles, sans chercher à les annihiler systématiquement. L'avance doit se faire en dizaines de kilomètres par jour pour empêcher le rétablissement d'une nouvelle ligne de résistance par l'ennemi.
Il faut noter que les forces terrestres étaient peu mobiles puisqu'elles manquaient d'éléments motorisés. En effet, le cheval assurait la logistique allemande, qui aurait été bien en peine d'approvisionner un large parc de véhicule à cause du manque récurrent de pétrole.
Les objectifs principaux sont la rupture du dispositif de communication et de ravitaillement ennemi via la capture ou la destruction de points clefs (fortifications, carrefours routiers ou ferroviaires, ponts et dépôts de ravitaillement) et de centres de commandement. La technique est particulièrement efficace contre un ennemi privilégiant la tenue d'une ligne continue d'infanterie, dans laquelle les unités tiennent leur front et négligent leurs flancs et leurs arrières. Le défenseur n'a pas le temps de se réorganiser et une retraite entraîne la perte des moyens lourds comme l'artillerie antichars.
Une fois la phase de rupture passée, l'opération peut devenir un encerclement à l'échelle opérationnelle (de l'ordre de plus de 100 km et pouvant contenir une armée ennemie entière). Les vastes poches ainsi formées sont réduites ultérieurement par des moyens plus traditionnels (infanterie et artillerie).
Également décisif est l’autonomie laissée aux généraux de brigade tels que Erwin Rommel, qui a la liberté de s'enfoncer profondément dans les lignes adverses sans que des ordres précis soient donnés en ce sens par l'état major. En effet, au niveau opérationnel, la politique de la Wehrmacht suivait la doctrine traditionnelle de l'armée prussienne, qui consistait à laisser une large autonomie aux officiers supérieurs quant aux moyens utilisés pour atteindre un objectif défini.
Ainsi, la prise de décision était plus rapide que dans les armées alliées dans lesquelles des estafettes étaient encore utilisées pour transmettre les ordres, qui arrivaient donc fréquemment en retard.

## Développement du concept
Pendant les années 1920 et 1930, les idées opérationnelles liées à l'emploi de l'arme blindée se développent parallèlement chez plusieurs penseurs et des militaires européens. La doctrine stratégique traditionnelle, en vigueur pour Britanniques et Français, est défensive : il ne s'agit ni de détruire l'armée ennemie ni d'envahir son territoire mais de tenir le front et d'attendre l'épuisement économique de l'adversaire, isolé par un blocus. Le succès de la Première Guerre mondiale consolide cette conception dans laquelle le char reste une arme de soutien qui accompagne l'infanterie au combat, au même titre que l'artillerie. Le char tient plus de l'artillerie mobile de champ de bataille (avec plus de souplesse et de mobilité et moins de puissance de feu que l'artillerie classique) que du véhicule armé et avance au rythme du fantassin.
Chaque division d'infanterie peut donc avoir son peloton de char comme elle a sa compagnie d'artillerie. L'emploi en masse des blindés n'est pas mis en avant. En conséquence, les blindés alliés se caractérisent par blindage et puissance de feu au détriment de vitesse, manœuvrabilité et autonomie. De plus, les campagnes précédentes (Anschluss, Tchécoslovaquie et campagne de Pologne) ont permis aux Allemands de se rendre compte des problèmes liés à l'utilisation massive de blindés, notamment du point de vue logistique.
D'autres idées d'utilisation de l'arme blindée sont toutefois proposées. En France, Charles de Gaulle publie Le Fil de l'épée (1932) et Vers l'armée de métier (1934), qui évoque l'utilisation d'une arme blindée autonome, et le général Jean-Baptiste Eugène Estienne signale la capacité offensive des blindés. Au Royaume-Uni, l'historien militaire Liddell Hart, longtemps crédité pour sa contribution à la théorie de la Blitzkrieg, semble n'avoir travaillé sur ce sujet qu'après la guerre, John Frederick Charles Fuller étant le véritable précurseur dans ce pays. Ces idées n'ont pas d'application pratique au-delà de manœuvres embryonnaires.
Les concepts trouvent leurs applications pratiques en Allemagne, en particulier via les ouvrages de Guderian, et en URSS, via le maréchal Mikhaïl Toukhatchevski. Les Allemands, réduits à une armée de 100 000 hommes par le traité de Versailles et voyant à la fois leurs ressources limitées par rapport aux puissances coloniales et le risque d'être pris entre deux fronts, révisent leurs conceptions militaires. Avec l'aide et le concours secret des Soviétiques, ils développent des concepts opérationnels renouant avec une guerre de mouvement que la force d'arrêt des armements de la Première Guerre mondiale avait rendue impossible. Les Soviétiques codifient leur doctrine comme « opération en profondeur ».

## Mise en application
L'objectif de la Blitzkrieg est de déstabiliser l'ennemi pour l'empêcher de rétablir un front solide une fois sa ligne initiale percée. Les trois éléments essentiels sont l'effet de surprise, la rapidité de la manœuvre et la brutalité de l'assaut. L'exemple le plus connu est la première phase de la bataille de France de 1940. L'Allemagne dispose d'approximativement autant de blindés que les Alliés qui sont généralement plus légers et moins puissants mais un peu plus rapides et munis de radios, ce qui permet des manœuvres bien coordonnées.
L'atout principal de la stratégie allemande est la supériorité aérienne de la Luftwaffe, avec ses chasseurs et ses bombardiers plus rapides et efficaces que ceux des Alliés. Sous cette protection, la concentration massive de blindés en quelques points permet à l'armée allemande la percée de Sedan. L'exploitation rapide désorganise la défense alliée. La dispersion des chars alliés, partagés entre le soutien d'infanterie et l'action offensive en divisions cuirassées, ne permet pas de contre-attaque significative. Les chars allemands parviennent à encercler une partie des forces alliées dans la poche de Dunkerque.
Les mêmes principes opérationnels avaient été mis en application dès la campagne de Pologne de 1939, en particulier par le contournement des défenses frontalières polonaises. De même, la première phase de l'opération Barbarossa en 1941 contre l'URSS voit une série de percées menées par les divisions blindées allemandes, suivies d'encerclements en profondeur. La même doctrine opérationnelle est appliquée lors de la campagne de 1942. Un échec notable a lieu lors de la bataille de Koursk (1943) pendant laquelle l'arme blindée allemande ne parvient pas à percer la ligne ennemie pour permettre une exploitation. L'opération Cobra, menée par les Américains en France en 1944, peut s'apparenter au Blitzkrieg.
Les Russes ont forgé leur propre doctrine par l’intermédiaire entre autres de Mikhaïl Toukhatchevski, la doctrine des opérations en profondeur. Elle se différencie de la Blitzkrieg allemande par sa dimension opérative et son refus de la quête systématique de l'encerclement. L’objectif n’est pas de détruire de larges corps de l’armée adverse mais de détruire son organisation. Cependant, l'Armée rouge commencera à détenir un savoir faire tactique suffisant pour mener des opérations complexes à partir de 1943. Ainsi, Les premières applications réussies de la doctrine sont celles suivant la bataille de Koursk. Les Soviétiques enchaînent une vingtaine d'offensives contre les Allemands de 1943 à 1945, les plus notables étant l'opération Bagration en 1944 et l'offensive Vistule-Oder (précédant la bataille de Berlin) en 1945. Un exemple contemporain d'opération en profondeur est l'opération Tempête du désert pendant la guerre du Golfe de 1991.

### Finalité recherchée comme critère déterminant
De nombreuses opérations militaires peuvent s'apparenter à des opérations Blitzkrieg, mais la question fondamentale à se poser est celle de la finalité recherchée pour les distinguer. Il faut donc distinguer d'un côté le respect des règles de la bonne exécution d'une stratégie de type Blitzkrieg et la finalité recherchée. Ainsi, si nombre d'opérations militaires respectent les règles de la bonne exécution, très peu avaient dès le départ pour finalité de mettre fin à la guerre mais avaient plutôt comme but de saisir une occasion ou de débloquer une situation militaire figée. À l'inverse, certaines opérations militaires peuvent chercher à s'affranchir de certaines règles de la bonne exécution d'une Blitzkrieg et pour autant constituer une Blitzkrieg ou plutôt une tentative de Blitzkrieg. En effet, le non-respect des règles d'application est très souvent sanctionné par un échec de la stratégie. Néanmoins, la juste évaluation du risque pris peut permettre à la stratégie d'aboutir sans subir de revers et peut d'ailleurs constituer à l'occasion un des facteurs de réussite, l'effet de surprise étant un facteur essentiel à la réussite d'une Blitzkrieg.

### Perspective contemporaine
Le consensus contemporain des historiens suggère que la Blitzkrieg mise en œuvre par la Wehrmacht fut moins le résultat d'une préparation que le fruit des événements sur le terrain et du zèle de quelques généraux comme Heinz Guderian et Erwin Rommel. Ainsi, le mot Blitzkrieg n’apparaît dans aucun manuel militaire allemand, et aucun concept théorique unifié n'existe.
Le mythe d'une doctrine stricte et bien formalisée aurait été construit après guerre, notamment par l'intermédiaire de Liddell Hart. Cette thèse est notamment défendue par l'historien allemand Karl-Heinz Frieser (Le Mythe du Blitzkrieg, éditions Belin), par Shimon Naveh (In Pursuit of Military Excellence; The Evolution of Operational Theory, 1997) ou par Adam Tooze. En effet, la Wermarcht de 1939/1940 était une armée peu mécanisée (120 000 véhicules, moins que leurs opposants français) et ayant une moyenne d’âge élevée (plus de 40 ans).
Une minorité de soldats allemands étaient habitué aux tanks, la logistique étant essentiellement hippomobile. Par ailleurs, l’Allemagne ne disposait pas de la logistique et des ressources nécessaire pour mener de vastes offensives mécanisées. Ainsi, l’essentiel du pétrole était réservé à la pointe blindée et à la Lutwaffe.
De plus, Tooze indique également que le chef-d’œuvre tactique et opérationnel de Van Manstein, Fall Gelb, était improvisé durant la Drôle de guerre et ne découlait pas d’une vision de long terme. Tooze indique que ce choix était imposé par la nécessité. Devant l’impossibilité matérielle de l’Allemagne d’assumer une guerre d’usure, il fallait obtenir une décision immédiate.
En effet, initialement, c'était une attitude défensive qui était principalement prônée, notamment par Brauchitsch, Halder, Bock ou Leeb. Halder préférait que les Alliés passent à l'attaque.